# Cymatura nyassica rhodesica
Cymatura nyassica rhodesica es una subespecie de escarabajo longicornio del género Cymatura, tribu Xylorhizini, subfamilia Lamiinae. Fue descrita científicamente por Breuning en 1964.
La especie se mantiene activa durante el mes de marzo.

## Descripción
Mide 22-23 milímetros de longitud.

## Distribución
Se distribuye por Zimbabue.